# 冰峰逃生
是一部於2017年上映的美國愛情災難片，由哈尼·阿布-阿塞德執導，克里斯·魏茲和J·米爾斯·古洛編劇。電影改編自查爾斯·馬丁的同名小說，由伊卓瑞斯·艾巴和凱特·溫斯蕾主演。電影定於2017年10月6日於美國上映。

## 劇情
由於暴風雨的天氣，博伊西機場的航班被迫取消。神經外科醫生班·貝斯（伊卓瑞斯·艾巴 飾）與攝影記者艾歷絲·馬丁（凱特·溫斯蕾 飾）聯絡當地的私人飛行員華特（博·布里奇斯 飾），那是一個當地的私人飛行員，前去接載艾歷絲參與原訂於翌日的婚禮，及班於馬里蘭州巴爾的摩的緊急手術。他們與華特的狗狗登上了那未知的航班。起飛後不久，華特因中風而導致飛機在白雪覆蓋的高山上墜毀。班、艾歷絲和華特的狗狗在事故中僥倖生還，華特則身亡。
班把華特埋葬，處理艾歷絲的傷勢，他意識到他們必須找到文明的生還希望。艾歷絲要求班在他有更好的生還機會下把她留下，但遭班拒絕。相反，班爬上山峰，看看附近是否有任何建築物。就在他走下來時，差點從懸崖上掉下來。與此同時，一頭美洲獅接近飛機殘骸，襲擊並讓狗受傷。美洲獅然後在飛機殘骸中接近艾歷絲，但她利用一支信號彈將牠打傷。班回到飛機附近，看到血跡並衝進機艙，他替狗狗療傷，及後找到美洲獅的身體並把牠作為食物。
隨著時間的推進，艾歷絲對獲救的機會變得懷疑。經過激烈的爭論，他們都睡著了，艾歷絲決定離開以解決問題。一開始，她開始離開殘骸，開始下山。班醒來並追逐，最終趕上艾歷絲，他們彌補過去的不滿。他們找到一個山洞作躲避時，翌日繼續尋找。當他們繼續行走時，他們與狗分開。班追到牠的身後，發現一個廢棄的小屋。當班從窗外看時，艾歷絲感到她腳下的地面裂開，她意識到自己正站在薄薄的冰面上，一瞬間就跌進了冰點的水裡。班聽到裂開的聲音並看到艾歷絲掉進水裡，他趕緊的跑過去把她拉出來，但是她昏迷不醒，身體幾乎是藍色的。班把她帶到小屋裡，並點火讓她暖起來。他以冒險的方式利用機艙內的資源製作注射劑。幾天後，艾歷絲在班彈鋼琴的時候終於醒來。
當班第一次把艾歷絲獨留在小屋時，翻開他的私人物品，並再度聽他妻子的留言。班遇到正著，艾歷絲說自己並不是故意的，她只是希望知道一些關於他的事情，特別是因為他從沒有透露自己的事，也從沒有談起他的妻子。他最後告訴她指妻子在兩年前因腦瘤死亡。
當班告訴艾歷絲要到外面斬更多的柴時，所有的情感最終克服了他們，他們再也沒法相互抵抗，最終有了關係。班本來睡了，艾歷絲拍了他的照片。在決定他們的方法還是不行後，艾歷絲再次要求班遺下她尋求幫助並返回救她，班最初表示同意，但有一刻遺憾把她遺下。他又再回到艾歷絲身邊一起前進，當他們走下坡路的時候，艾歷絲開始疲於奔命。然而，班仍然拒絕離她而去，他們在樹林中睡著了。最後，他們在山上找到一個木材廠，艾歷絲被一名卡車司機救起，後來折返並將班救出。
班在醫院的病床醒來後走到艾歷絲的病房，他在那裡見到艾歷絲的未婚夫馬克（德蒙特·莫羅尼 飾）。馬克讚揚班救了艾歷絲，但班答覆是艾歷絲救了他，並傷心欲絕的離開了艾歷絲的病房。一段時間之後，馬克告訴艾歷絲指「我告訴自己指若你失去了一部分，我仍然會愛你（作為攝影記者的高危工作中失去手或腳）」。然而現在，很明顯地告訴他，他已失去在艾歷絲心中的位置。
艾歷絲嘗試打電話給班，然而他拒絕接聽，直至他收到二人在山上的照片。此事讓班鼓起勇氣致電給艾歷絲，二人相約在一家餐廳見面。在那裡艾歷絲透露現在是個兼職教師，因為飛行讓她感到不適；而班現在於創傷診所擔任顧問，因他凍傷的雙手還未能康復讓他進行手術。班承認他沒有回覆來電是因為他認為艾歷絲將要結婚，而艾歷絲回應指她不能忘懷，而且在山上的時候她愛上了班。在餐廳外，艾歷絲引用了班在山上所說的「心只不過是肌肉」，艾歷絲給了班一個再見的擁抱。此時，擁抱後分道揚鑣的班心裡不得不承認希望艾歷絲回到他身邊，當他們二人在相反方向走的時候，他們感到深深的遺憾，二人淚流滿面，跑回彼此的懷抱。
最後，所有人也生活得很好，最重要的是，華特的狗狗也生活得很好，牠被班領養了。

## 演員
- 伊卓瑞斯·艾巴 飾 神經外科醫生 班·貝斯
- 凱特·溫斯蕾 飾 攝影記者 艾歷絲·馬丁 - 馬克的未婚妻
- 德蒙特·莫羅尼 飾 馬克 - 艾歷絲的未婚夫
- 博·布里奇斯 飾 私人飛行員華特

## 製作
整個項目於2012年1月展開，由墨西哥導演赫拉爾多·納蘭霍及J·米爾斯·古洛撰寫劇本。2012年8月，斯科特·弗蘭克被聘請重新撰寫劇本。2014年11月，哈尼·阿布-阿塞德取代赫拉爾多·納蘭霍成為導演，而克里斯·魏茲後來獲聘重新撰寫劇本。
導演阿布-阿塞德曾經說過：「我真的沒有見過一個在求存的背景下的史詩般愛情故事，我認為樂觀和希望是生存的關鍵。即使你運氣不好，也要繼續你的生活。若你在運氣不好時投降，你就會死。但若你在運氣不好時沉著應戰，你會有更好的生存機會，並讓你活得更好。這是個非常簡單的智慧，對嗎？當人人都感到自己好運的時候，這些日子裡還是很關鍵的。——阿布-阿塞德」

### 選角
這部電影經歷了幾次主角易角的變化。2012年3月，電影公司宣布由米高·法斯賓達演出班·貝斯一角，
但是到了2014年9月，法斯賓達因為時間安排衝突而退出，由查理·亨南接替。瑪歌·羅比也以飾演艾歷絲而成為主演，然而在2014年11月，羅比退出該項目，而裴淳華洽談成為主角，直至2015年12月，亨南及裴淳華都退出了。
2016年2月，艾德里斯·艾巴加入電影團隊，琦·溫斯莉隨後於2016年6月加入。2017年2月，德蒙特·莫羅尼加入飾演琦·溫斯莉角色的未婚夫。

### 拍攝
主體拍攝在2016年12月5日於溫哥華進行，至2017年2月24日完成。艾巴和溫斯蕾於2016年12月6日在溫哥華國際機場拍攝場景，艾巴亦於12月7日阿伯茲福德國際機場拍攝場景。2016年12月20日至2017年1月3日期間因聖誕假期而暫停拍攝。
2017年1月4日劇組於因弗米爾和帕諾拉瑪山度假村繼續拍攝。2017年2月8日，溫斯蕾被發現於滿地寶鷹嶺醫院拍攝場景。
絕大多數的拍攝部分都是在加拿大的艾伯塔省及不列顛哥倫比亞省進行。導演曾形容那裡的氣溫非常低，拍攝條件苛刻艱苦。許多場景都是在山頂上拍攝的，他和劇組人員不得不駕車40分鐘才到達拍攝的大本營。如果天氣情況許可，他們與物資可以登上直升機到達他們的目的地。
2017年7月19日，溫斯蕾和艾巴被發現於倫敦補拍部分場景。

### 音樂
德國伊朗裔作曲家拉民·賈瓦迪為電影創作音樂。此電影的官方預告片跟贊恩·馬利克與希雅的《Dusk Till Dawn》作為官方配樂發行。

## 發行
2017年9月9日，電影於2017年多倫多國際影展進行首映。電影原訂於2017年10月20日在美國上映，後來提前於2017年10月6日上映。

### 票房
截至2017年12月21日，電影在美國和加拿大的收益為$30,300,000美元，其他地區為$30,700,000美元，全球總收益為$61,100,000美元，對比$35,000,000美元的製作預算。